# Brand New Eyes
Brand New Eyes —en español: «Ojos Nuevos»— es el tercer álbum de estudio de la banda Paramore, lanzado al mercado el 29 de septiembre de 2009. El álbum fue producido por Rob Cavallo y grabado en Hidden Hills, California de enero a marzo de 2009. El disco lideró las listas en países como Australia, Irlanda, Nueva Zelanda y el Reino Unido, trasformándolo en el lanzamiento más exitoso de la banda. El 19 de enero de 2010 el álbum fue certificado con un disco oro en los Estados Unidos por sus 500 000 copias vendidas en el país.

## Antecedentes y lanzamiento
| «Yo estaba escribiendo estas letras, y no me sentía bien – en algunas de las canciones me preguntaba: "¿Estoy siendo demasiado honesta, incluso conmigo misma?" Tenía dudas de que aquellas canciones grabadas hayan sido las correctas». Hayley Williams |

Tras el lanzamiento de Riot!, la banda estuvo promoviendo el álbum durante un año sin descanso, lo que llevó a que tuvieran «problemas internos», lo cual provocó rumores de separación. Poco después, el problema se resolvió y declararon que fue un problema entre ellos, ya que según ellos, no hablaron las cosas como deberían haberlo hecho. Ellos comentaron: «fuimos creciendo, pero cuando estás creciendo te das cuenta de que los demás no lo hacen de la misma manera que tú». Estas experiencias le sirvieron a Hayley Williams para componer las canciones del álbum, además de las expectativas que había en ellos debido al éxito de Riot!. La banda dijo que escribir las letras del álbum fue una experiencia terapéutica que les ayudó a superar sus diferencias. Y aunque «las palabras ya estaban sobre la mesa», después de largo tiempo tuvieron conversaciones serias, resolviendo las luchas internas que habían tenido, volviendo a las razones por las que comenzó el grupo, que es tocar música en primer lugar. En consecuencia, decidieron titular el álbum con el nombre de Brand New Eyes —en español: Con nuevos ojos—, por la alusión de ver las cosas desde una nueva perspectiva, «sólo estamos tratando de dejar de lado lo que nos pudo haber hecho pelear en el pasado y eso nos hizo ver las otras cosas de un nuevo modo», explicó Williams.
Paramore pasó seis semanas en preproducción en los Emac Estudios en Franklin, su ciudad natal. Era la primera vez que se habían sometido a la preproducción sin la orientación de un productor. La visita de Rob Cavallo aseguró a la banda que estaban en el camino correcto con el álbum y que su nuevo material tiene el potencial de superar el éxito de su trabajo anterior. A pesar de que estaba previsto inicialmente grabar el álbum a cerca de su casa en Nashville, la banda comenzó a grabar en Calabasas, California, con Cavallo a fines de marzo de 2009. Paramore terminó la producción en mayo de 2009, al tiempo que iniciaban una gira con No Doubt.
Paramore reveló a través de su sitio web que la fecha del lanzamiento de Brand New Eyes sería el 29 de septiembre de 2009, coincidiendo con el cumpleaños del entonces guitarrista de la banda, Josh Farro.

## Promoción

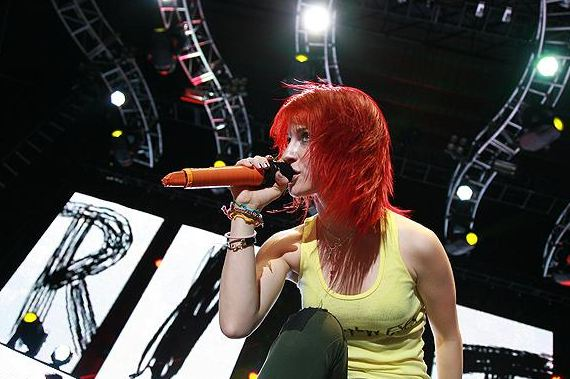
Paramore en el Honda Civic Tour 2010.

### Interpretaciones en directo
En octubre de 2009, Paramore se presentó en el festival Ulalume de MTV, interpretando las canciones «Ignorance», «Brick By Boring Brick» y «Decode». El 30 de abril de 2010 interpretaron «Brick By Boring Brick» en el late show Late Night With Jimmy Fallon. En 2010 interpretaron en dos ocasiones la canción «The Only Exception», la primera en The Ellen DeGeneres Show y la segunda en los premios MTV Video Music Awards, esta última, siendo una remezcla con la canción «Airplanes» de B.o.B con Hayley Williams.
Además de la gira que se hizo entre 2009 y 2011 para promocionar Brand New Eyes, Paramore fue invitado especial en la gira Summer Tour hecha por No Doubt en 2009. También la banda participó en el Honda Civic Tour 2010, donde lideraron entre las demás bandas y músicos presentes. Esta gira se desarrolló entre el 23 de julio de 2010 y el 19 de septiembre del mismo año.

### Brand New Eyes World Tour
Brand New Eyes World Tour fue una gira musical realizada por Paramore con intenciones de promocionar Brand New Eyes. La gira inició el 29 de septiembre de 2009 en Pomona, California y finalizó el 7 de septiembre de 2011 en Nueva York, casi dos años después del inicio de la gira. La gira recorrió lugares como Sudamérica, Europa, Asia y Norteamérica. A lo largo de los dos años de gira, Paramore contó con artistas como Paper Route, The Swellers, Relient K, Tegan and Sara, New Found Glory, entre otros, como teloneros.

### Sencillos
El primer sencillo del álbum fue «Ignorance», que se lanzó a través de descarga digital el 7 de julio de 2009, misma fecha en que el álbum estuvo disponible para preventa en el sitio web oficial de Paramore. El vídeo musical para «Ignorance» fue lanzado el 13 de agosto de 2009 y fue dirigido por Honey. La canción tuvo una buena recepción mundial, siendo sus posiciones más altas los números diez, catorce y diecisiete en las listas de Japón, Reino Unido y Austria, respectivamente. En el Billboard Hot 100, de Estados Unidos, Ignorance se ubicó en la posición número 67 en julio de 2009.
El segundo sencillo, lanzado el 23 de noviembre de 2009, fue «Brick By Boring Brick», el cual se ubicó en las posiciones nueve y veinte de las listas Alternative Songs y Rock Songs, ambas pertenecientes a la revista Billboard. En las listas de Australia y Nueva Zelanda, la canción se ubicó en las posiciones número 85 y 33, y, a diferencia de «Ignorance», esta no entró en la lista semanal estadounidense Billboard Hot 100. El vídeo musical, grabado el 8 de octubre de 2009, fue distinto a los anteriores trabajos audiovisuales de Paramore, Hayley Williams comentó: «Nuestros fans por mucho tiempo esperaron que hiciéramos un vídeo que no sea sobre nosotros interpretando la canción. Bueno, aquí está». En el vídeo se puede apreciar una esencia medieval, donde se puede ver a los miembros de Paramore en un «mundo de hadas», como le llamó Jeremy Davis. El video fue dirigido por Meiert Avis y lanzado el 23 de noviembre de 2009 en el sitio web oficial de Paramore.

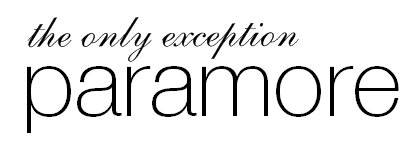
«The Only Exception» fue el sencillo más exitoso de Brand New Eyes.

La canción «The Only Exception» fue lanzada como tercer sencillo del álbum. Fue lanzada en febrero de 2010 en formato de descarga digital y el 19 de abril del mismo año como sencillo oficial. «The Only Exception» fue comercialmente la canción más exitosa no solo de Brand New Eyes, sino de toda la carrera de Paramore, llegando a la posición veinticuatro del Billboard Hot 100 y recibiendo la certificación de disco de platino en Australia y Estados Unidos. Un vídeo musical para la canción, dirigido por Brandon Chesbro, fue grabado en cuatro días, y se estrenó el 17 de febrero de 2010 en el sitio web oficial de la banda, Paramore.net, estando disponible solo para usuarios registrados.
El cuarto sencillo fue «Careful», del cual fue lanzado un vídeo musical dirigido por Brandon Chesbro, al igual que «The Only Exception», el 7 de junio de 2010. Fue comercialmente menos exitoso que los anteriores sencillos de Brand New Eyes, siendo su posición más alta en la lista Rock Singles de Reino Unido. En la lista Hot 100 de Billboard, se ubicó en la posición setenta y ocho a mediados del mes de octubre de 2009, antes de su lanzamiento oficial como sencillo.
En octubre de 2010, a través del sitio web Alter The Press!, se anunció que «Playing God» sería el siguiente sencillo de Brand New Eyes, a ser lanzado el 15 de noviembre de 2010 exclusivamente en el Reino Unido. Respecto al vídeo, la cantante Hayley Williams dijo en su Twitter: «La señorita Anne hará su última aparición en nuestro nuevo vídeo, "Playing God"... Ella era el mejor auto, vivirá en nuestros corazones por siempre», haciendo referencia al automóvil que utilizó en el vídeo. El vídeo fue lanzado el 16 de noviembre de 2010 en el sitio web oficial de la banda.

## Listado de canciones
| Edición estándar |                           |                              |          |  |
| N.º              | Título                    | Escritor(es)                 | Duración |  |
| 1.               | «Careful»                 | Hayley Williams, Josh Farro  | 3:50     |  |
| 2.               | «Ignorance»               | Williams, Farro              | 3:38     |  |
| 3.               | «Playing God»             | Williams, Farro, Taylor York | 3:02     |  |
| 4.               | «Brick By Boring Brick»   | Williams, Farro              | 4:13     |  |
| 5.               | «Turn It Off»             | Williams, Farro              | 4:19     |  |
| 6.               | «The Only Exception»      | Williams, Farro              | 4:27     |  |
| 7.               | «Feeling Sorry»           | Williams, Farro, York        | 3:05     |  |
| 8.               | «Looking Up»              | Williams, Farro              | 3:29     |  |
| 9.               | «Where The Lines Overlap» | Williams, Farro              | 3:18     |  |
| 10.              | «Misguided Ghosts»        | Williams, Farro, York        | 3:01     |  |
| 11.              | «All I Wanted»            | Williams, York               | 3:48     |  |
| 40:16            |                           |                              |          |  |

| Pista adicional |          |          |  |
| N.º             | Título   | Duración |  |
| 12.             | «Decode» | 4:22     |  |

| Versión de iTunes |                                              |          |  |
| N.º               | Título                                       | Duración |  |
| 12.               | «Ignorance» (Versión acústica)               | 3:40     |  |
| 13.               | «Where The Lines Overlap» (Versión acústica) | 3:12     |  |

| Edición de lujo |                                |          |  |
| N.º             | Título                         | Duración |  |
| 12.             | «Ignorance»                    |          |  |
| 13.             | «Where The Lines Overlap»      | 3:47     |  |
| 14.             | «Ignorance» (Vídeo musical)    | 3:39     |  |
| 15.             | «Ignorance» (Detrás de escena) | 4:03     |  |

## Posición en las listas

### Semanales
| Alemania          | German Albums Chart      | 7  |
| Australia         | Australian Albums Chart  | 1  |
| Austria           | Austrian Albums Chart    | 6  |
| Bélgica (Flandes) | Ultratop 100 Albums      | 20 |
| Bélgica (Valonia) | Ultratop 100 Albums      | 34 |
| Canadá            | Canadian Albums Chart    | 3  |
| Dinamarca         | Danish Albums Chart      | 26 |
| España            | Spanish Albums Chart     | 25 |
| Estados Unidos    | Billboard 200            | 2  |
| Estados Unidos    | Alternative Albums       | 1  |
| Estados Unidos    | Billboard Rock Albums    | 1  |
| Finlandia         | Finnish Albums Chart     | 5  |
| Francia           | French Albums Chart      | 36 |
| Grecia            | Greek Albums Chart       | 23 |
| Irlanda           | Top 100 Artist Album     | 1  |
| Italia            | Classifica FIMI Album    | 33 |
| Japón             | Japanese Albums Chart    | 19 |
| México            | Mexican Albums Chart     | 7  |
| Noruega           | Norwegian Albums Chart   | 27 |
| Nueva Zelanda     | New Zealand Albums Chart | 1  |
| Países Bajos      | Dutch Albums Chart       | 23 |
| Reino Unido       | UK Albums Chart          | 1  |
| Suecia            | Swedish Albums Chart     | 17 |
| Suiza             | Swiss Albums Chart       | 15 |

| Predecesor: Backspacer de Pearl Jam | Australian Albums Chart — Álbum N.º 1 5 de octubre de 2009 — 12 de octubre de 2009  | Sucesor: The E.N.D. de Black Eyed Peas              |
| Predecesor: Backspacer de Pearl Jam | New Zealand Albums Chart — Álbum N.º 1 5 de octubre de 2009 — 19 de octubre de 2009 | Sucesor: Ladyhawke: Collectors Edition de Ladyhawke |
| Predecesor: Celebration de Madonna  | UK Albums Chart — Álbum N.º 1 4 de octubre de 2009 — 11 de octubre de 2009          | Sucesor: Love Is the Answer de Barbra Streisand     |

### Certificaciones
| País           | Organismo certificador | Certificación | Ventas certificadas | Simbolización | Ref.   |
| -------------- | ---------------------- | ------------- | ------------------- | ------------- | ------ |
| Australia      | ARIA                   | Platino       | 70 000              | ▲             | [ 68 ] |
| Argentina      | CAPIF                  | Oro           | 20 000              | ●             | [ 69 ] |
| Brasil         | ABPD                   | Oro           | 20 000              | ●             | [ 70 ] |
| Canadá         | CRIA                   | Platino       | 80 000              | ▲             | [ 71 ] |
| Estados Unidos | RIAA                   | Platino       | 1 000 000           | ▲             | [ 72 ] |
| Irlanda        | IRMA                   | Platino       | 15 000              | ▲             | [ 73 ] |
| Nueva Zelanda  | RIANZ                  | Oro           | 7 500               | ●             | [ 74 ] |
| Reino Unido    | BPI                    | Platino       | 300 000             | ▲             | [ 75 ] |

## Premios y nominaciones
Brand New Eyes fue nominado en distintas ceremonias de premiación. A continuación, una pequeña lista con las candidaturas que obtuvo el álbum:
| Año  | Ceremonia de premiación | Premio           | Resultado | Ref.   |
| ---- | ----------------------- | ---------------- | --------- | ------ |
| 2010 | Kerrang! Awards         | Mejor álbum      | Ganador   | [ 76 ] |
| 2010 | Teen Choice Awards      | Mejor álbum rock | Ganador   | [ 77 ] |

## Créditos y personal
| Producción - Composición: Hayley Williams, Josh Farro, Taylor York. - Producción: Rob Cavallo - Ingeniería en audio: Brad Townsend, Keith Armstrong, Nik Karpen, Russ Waugh, Steve Rea, Dan Chase, Lars Fox. - Masterización: Pat Kraus. - Fotografía: Ryan Russell. - Mezclas: Chris Lord-Alge. | Personal - Voz: Hayley Williams. - Guitarras: Josh Farro, Taylor York. - Batería: Zac Farro. - Bajo eléctrico: Jeremy Davis. |

Fuente: Discogs